# Yoshitane Ashikaga
Yoshitane Ashikaga (jap. 足利義稙 Ashikaga Yoshitane; ur. 9 września 1466, zm. 23 maja 1523) – znany także jako Ashikaga Yoshiki (足利義材) - dziesiąty siogun z rodu Ashikaga (tzw. okres Muromachi). Sprawował władzę w latach 1490-1493 i ponownie w latach 1508-1521. 
Yoshitane był synem Yoshimiego Ashikagi, brata ósmego sioguna, Yoshimasy Ashikagi i wnukiem szóstego sioguna Yoshinori Ashikaga. W młodości nazywany był Yoshiki (imię niekiedy odczytywane jako Yoshimura), a później Yoshitada. Zmienił imię na Yoshitane, pod którym jest znany do dziś, w 1501 roku, w okresie gdy był na wygnaniu.
W 1489 w bitwie o południową prowincję Ōmi zginął, nie pozostawiając żadnych następców, poprzedni siogun, Yoshihisa Ashikaga. Ojciec Yoshihisy, były siogun Yoshimasa, adoptował więc Yoshitane i ustanowił nowym siogunem w 1490 roku. W ciągu pierwszych trzech lat panowania Yoshitane najważniejszym wydarzeniem było zajęcie prowincji Izu przez Sōuna Hōjō.
W 1493 roku Masamoto Hosokawa i Yoshitoyo Hatakeyama zmusili sioguna do abdykacji i nakazali mu opuścić Kioto. Siogunem został mianowany Yoshizumi Ashikaga (w okresie wygnania Yoshitane, na tron wstąpił cesarz Go-Kashiwabara). 
Yoshitane nie zrezygnował z odzyskania władzy i udał się po pomoc do Yamaguchi w zachodniej Japonii. Z pomocą Yoshiokiego Ōuchi, Yoshitane w 1508 roku zajął Kioto, wypędzając Yoshizumiego, który uszedł do Ōmi zrzekając się urzędu, i ponownie objął urząd sioguna. Pozostał nim do momentu, w którym Yoshioki Ōuchi nie został zmuszony  do powrotu do swej rodzinnej prowincji w 1518 roku (atakowanej przez ród Hosokawa). Pozbawiony wsparcia Ōuchi, Yoshitane znów w 1521 został obalony i zesłany na wyspę Awaji, gdzie ostatecznie po dwóch latach zginął.
Yoshitane zaadoptował Yoshitsuna, młodszego syna swojego kuzyna Yoshizumiego i wyznaczył go na swego następcę jako sioguna. Jednakże po jego śmierci, to starszy syn Yoshizumiego, Yoshiharu został kolejnym siogunem. Spowodowała to adopcja Yoshizumiego przez Yoshimasę Ashikaga. Dawała ona większe prawo do sukcesji pierwszemu synowi, czyli Yoshiharze.

## ErybakufuYoshitane
Lata rządów siogunów dzielone są na ery zwane nengō
- Entoku (1489–1492)
- Meiō (1492–1501)
- Bunki (1501–1504)
- Eishō   (1504–1521)
- Daiei (1521–1528)